# هاري هايلاند
هاري هايلاند هو لاعب هوكي الجليد كندي، ولد في 2 يناير 1889 في مونتريال في كندا، وتوفي في 8 أغسطس 1969.

## وصلات خارجية
- هاري هايلاند على موقع دوري الهوكي الوطني (الإنجليزية)
- هاري هايلاند على موقع EliteProspects.com (الإنجليزية)
- هاري هايلاند على موقع HockeyDB.com (الإنجليزية)
- هاري هايلاند على موقع Hockey-Reference.com (الإنجليزية)